# سن پدرو، بنی
سن پدرو (به اسپانیایی: San Pedro) یک منطقهٔ مسکونی در بولیوی است که در استان سرکادو (بنی) واقع شده‌است.